# قائمة البعثات الدبلوماسية في جزر البهاما

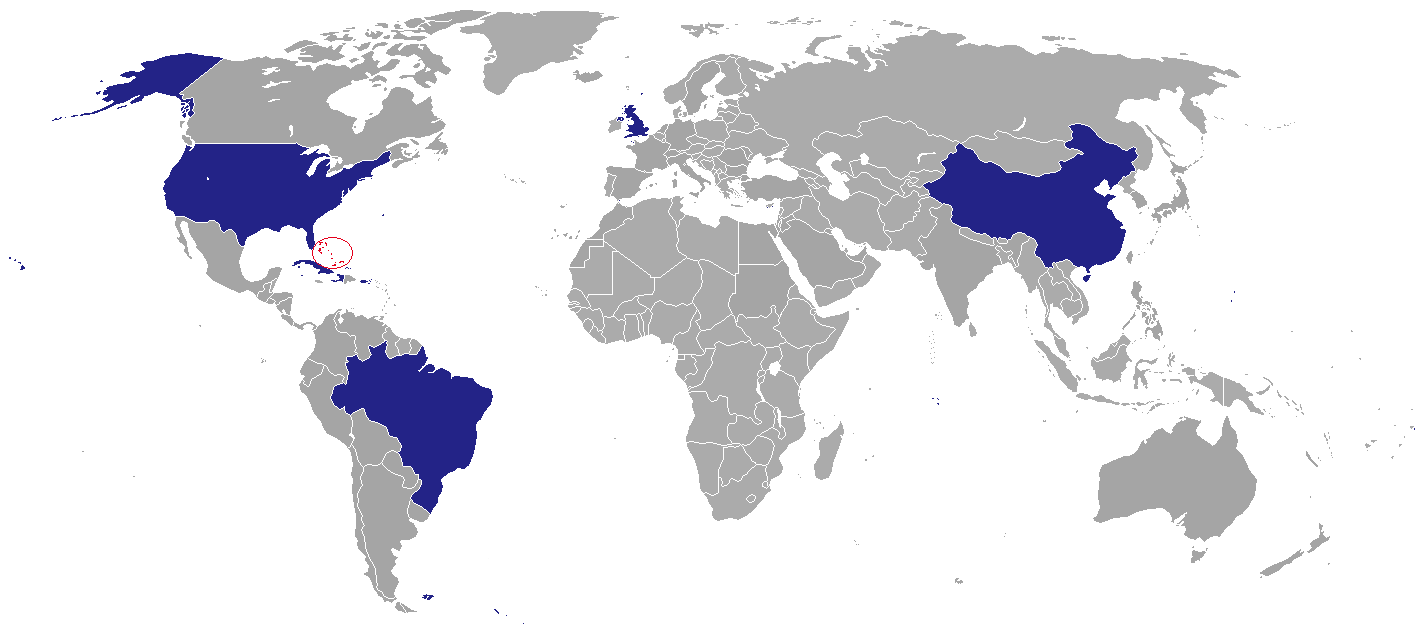
خريطة البعثات الدبلوماسية في جزر البهاما.

هذه قائمة البعثات الدبلوماسية في جزر البهاما . في الوقت الحاضر ، تستضيف العاصمة ناسو ست سفارات. لدى العديد من الدول قناصل فخريون مقيمون لتقديم خدمات الطوارئ لمواطنيها، بينما تعتمد دول أخرى سفراء دول مجاورة أو بعثاتهم الدائمة لدى الأمم المتحدة في مدينة نيويورك.

## سفارات / مفوضيات عليا فيناساو
- البرازيل
- الصين
- كوبا
- هايتي
- فرسان مالطا
- المملكة المتحدة
- الولايات المتحدة

## سفارات غير مقيمة / مفوضيات عليا
مقيم في هافانا، كوبا
- الجزائر
- جمهورية التشيك
- دومينيكا
- مصر
- غينيا
- غواتيمالا
- إندونيسيا
- إيران
- العراق
- كينيا
- لاوس
- ماليزيا
- نيجيريا
- كوريا الشمالية
- فلسطين
- سلوفاكيا[1]
- السعودية
- تركيا
- الإمارات العربية المتحدة
- اليمن
- زيمبابوي

مقيم في كينغستون، جامايكا
- الأرجنتين
- كندا
- تشيلي
- كولومبيا
- الاتحاد الأوروبي
- فرنسا
- ألمانيا
- هندوراس
- الهند
- اليابان
- المكسيك
- بنما
- جنوب إفريقيا
- إسبانيا

مقيم في أوتاوا، كندا
- الدنمارك
- فنلندا
- أيرلندا[2]
- المغرب
- السويد
- سويسرا
- تايلاند
- أوغندا

مقيم في واشنطن العاصمة، الولايات المتحدة
- النمسا
- بلجيكا
- قبرص
- إسواتيني
- اليونان
- إيطاليا
- ساحل العاج
- الأردن
- جامايكا
- ليبيريا
- هولندا
- نيكاراغوا
- باكستان
- الفلبين
- بولندا
- البرتغال
- سيراليون
- صربيا
- سنغافورة
- فنزويلا

مقيم في نيويورك، الولايات المتحدة'
- البحرين
- بنغلاديش
- جمهورية إفريقيا الوسطى
- كوستاريكا
- ولايات ميكرونيسيا المتحدة
- آيسلندا
- الكويت
- لاتفيا
- ليسوتو
- مالي
- مالطا
- جزر المالديف
- ناورو
- روسيا
- ساموا
- سلوفينيا
- توغو
- تركمانستان
- توفالو
- فانواتو
- زامبيا

مقيم في مدن أخرى
- أنتيغوا وباربودا (سانت جونز (أنتيغوا وبربودا))
- أستراليا (بورت أوف سبين)
- باربادوس (بريدج تاون)
- غرينادا (سانت جورجز)
- غيانا (جورج تاون)
- الكرسي الرسولي (ميناء اسبانيا)
- باربادوس (بريدج تاون)
- غرينادا (سانت جورجز)
- غيانا (جورج تاون)
- الكرسي الرسولي (ميناء اسبانيا)
- إسرائيل (مدينة مكسيكو)
- النرويج (أوسلو)
- بيرو (سانتو دومينغو)
- تايوان (ميامي)
- الأوروغواي (مدينة مكسيكية)
- كوريا الجنوبية (سانتو دومينغو)